# Лопухино (Калужская область)
Лопухино — деревня в Бабынинском муниципальном районе Калужской области, входит в состав Сельского поселения «Село Утешево». Население — 122 чел.

## История
В вырезке из карты генерального межевания Мещовского уезда Калужского наместничества (1782 год) дословно указано: 
Сельцо Воронино с деревней Лопухиной и с пустошами, графини Настасьи Степановны Головиной, в бесспорном отводе… Сельцо по обе стороны речки Лычинки и при большой Мосальской дороге: дом господской деревянной; деревня по обе стороны безымяннаго ручья, и на правом берегу вышеписанной речки Лычинки и при большой дороге, крестьяне на оброке
Приведены также следующие статистические данные: дворов в сельце — 255, мужских душ по ревизии — 661, женских душ — 665.
В списках населенных мест Калужской губернии за 1859 год указана как владельческое сельцо «Лопухино» в 36 верстах от уездного города в 66 дворов, где проживало 611 человек.
До 1917 года сельцо Лопухино, сельцо Нестеровка, деревни Рыжково и Воронино числились в приходе церкви Рождества Пресвятой Богородицы с приделом во имя Афанасия и Кирилла Александрийских, села Лычино.